# Cantó de Mamers
El cantó de Mamers és un cantó francès del departament de Sarthe, situat al districte de Mamers. Té 18 municipis i el cap es Mamers.

## Municipis
- Commerveil
- Contilly
- Les Mées
- Louvigny
- Mamers
- Marollette
- Panon
- Pizieux
- Saint-Calez-en-Saosnois
- Saint-Cosme-en-Vairais
- Saint-Longis
- Saint-Pierre-des-Ormes
- Saint-Rémy-des-Monts
- Saint-Rémy-du-Val
- Saint-Vincent-des-Prés
- Saosnes
- Vezot
- Villaines-la-Carelle

## Història
| Data d'elecció                           | Identitat            | Partit           | Qualitat |
| ---------------------------------------- | -------------------- | ---------------- | -------- |
| 1945-1967                                | Jean Doreau          | radical          |          |
| 1967-1985                                | Raymond Loiseau      | Divers gauche    |          |
| 1985-                                    | Jean-Pierre Chauveau | RPR, després UMP |          |
| les dades anteriors no són pas conegudes |                      |                  |          |
|                                          |                      |                  |          |

## Demografia
| A partir de 1990: Població sense dobles comptes |